# Szent György kereszt
Névváltozatok: 
fr: croix de saint Georges, de: Georgskreuz, en: St George's Cross 

Rövidítések:

A Szent György kereszt ezüst alapon egyszerű vörös kereszt, Szent György vértanú attribútuma. Svédországban az egyenes oldalú talpas keresztet nevezik Szent György keresztnek. A keresztény ikonográfiában, a művészetben és a heraldikában is gyakran előfordul. Szent György kereszt van számos olyan ország, város stb. címerében, melyeknek Szt. György a védőszentje, mint pl. Anglia, Grúzia, Aragónia, Görögország, Szardínia, Genova, Barcelona, Zára, Milánó. 
Szent Mihály arkangyal földi megtestesülése Sárkányölő Szent György, aki rendkívül népszerű volt a középkori lovagok és nemesek között. A köpenyre varrt kereszt eredetileg a keresztesek jelképe volt, majd ezt eltérő színváltozatokban több egyházi lovagrend is felvette a címerébe. Az első keresztes hadjárat során a pápa elrendelte, hogy a különféle nemzeteket eltérő színű keresztekkel kell megkülönböztetni. A fehér alapon vörös kereszt a francia lovagoké lett, de az angolok ezt a magukénak követelték. 1188-ban II. Fülöp francia király elismerte az igényüket és a franciák és angolok hivatalosan jelképet cseréltek egymással. Eredetileg azonban a genovai zászlókon jelent meg, ahol már 1096-ban kimutatható. Anglia és London 1190-ben vette fel a Földközi-tenger és a Fekete-tenger egy részére induló hajóik számára. Az angol uralkodó sokáig fizetett a genovai dogenak évi illetéket a használati jogért. Magyarországon is számos címeren és művészeti alkotáson előfordul. A Magyar Anjou legendáriumban Szent László Szent György keresztes pajzsot visel.       
Az eltérő színű keresztek külön-külön keresztnek számítanak. Ha vörös alapon ezüst kereszt van, az a Szent Flórián kereszt (néha zöld hármas halomra állítják); ha a vörös alapon arany kereszt van, az a Szent Mauríciusz kereszt (Mauritius kereszt), a fekete alapon arany kereszt a (walesi) Szent Dávid kereszt, a fekete alapon fehér kereszt a (cornwalli) Szent Piran kereszt.        

Milánó címere
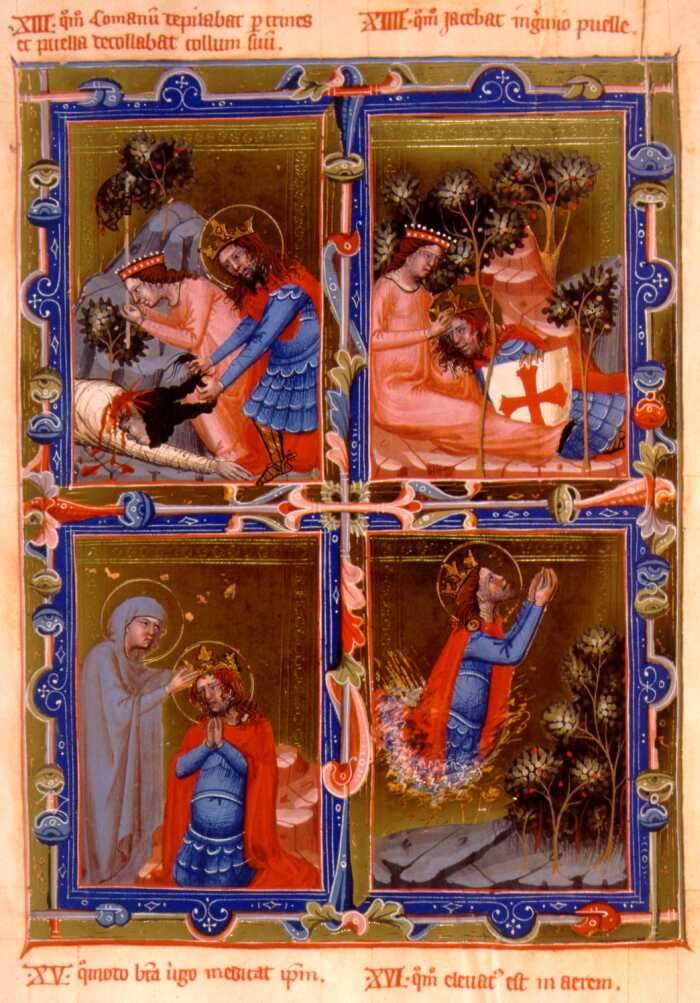
Szent László legenda a Magyar Anjou legendáriumban
Isten báránya Szent György keresztes zászlóval Puerto Rico mai címerében
Isten báránya Szent György keresztes zászlóval (feltámadási zászlóval) Kecel címerében
Isten báránya Szent Flórián kereszttel Debrecen címerében